# レクイエム・フォー・ドリーム
『レクイエム・フォー・ドリーム』（Requiem for a Dream）は、2000年のアメリカ映画。普通の生活をしていた人々が、ドラッグにより破滅してゆく様を描いた衝撃作。原作は脚本も手がけたヒューバート・セルビー・ジュニアの小説『夢へのレクイエム』（Requiem for a Dream）。
エレン・バースティンがインディペンデント・スピリット賞主演女優賞受賞、アカデミー主演女優賞にノミネート、ジェニファー・コネリーがインディペンデント・スピリット賞助演女優賞にノミネートされた。2009年にイギリスの映画雑誌「エンパイア」が発表した「落ち込む映画」ランキングで第1位に選ばれた。 

## ストーリー
ニューヨーク・ブルックリンの大西洋岸にあるコニーアイランドの団地に住む未亡人サラ（エレン・バースティン）は、一日中テレビを見ている孤独な生活を送っていた。一人息子のハリー（ジャレッド・レト）は高校を卒業したものの定職に就かず、親友タイロン（マーロン・ウェイアンズ）や恋人マリオン（ジェニファー・コネリー）と共にヘロインに溺れ、サラのテレビも質に入れてしまう始末。
そんなある日、サラは視聴者参加番組からの当選電話を受ける。思い出のこもったドレスで出演しようと夢見るが、テレビ漬けで太った身体では着ることができない。節食を試みるもうまくいかず、友人に紹介された開業医にダイエット・ピルを処方してもらう。
一方、ハリーとタイロンはヘロインの密売を始める。順調に売り捌き、ハリーはデザイナー志望のマリオンとブティックを経営する夢を、タイロンはゲットーを脱して一人前の家庭を築く夢を抱く。
しかし、ドラッグを寄る辺にした彼らの夢は、ゆくゆくは薬物依存によって破滅への道をたどっていくことになる。
ハリーは、サラの落ち着かない様子や歯ぎしりから、ダイエット・ピルが覚醒剤（快楽物質が満腹感を代替する）であることに気づきやめさせようとする。案の定サラは用量を制御できなくなり、テレビ局での出演依頼を懇願したものの廃人と判断されて精神病院に入院することになり、強引な矯正措置をさせられた。
ハリーたちのヘロイン密売は、イタリアン・マフィアの台頭により仕入れが困難となる。あげく抗争に巻き込まれてタイロンが逮捕され、その保釈金に充て儲けを失ってしまう。新たな市場を求めてフロリダへ向かう道中、ハリーはヘロイン注射を繰り返した末に細菌感染に苦しんだ挙句左腕切断を余儀なくされる。病院に付き添ったタイロンも通報されて投獄され、白人の看守に罵られる中で日々強制労働を課せられる。ハリーたちのヘロインと資金の当てを失ったマリオンは、売春を繰り返し、やがて地下クラブで凌辱プレイの見世物となる。
ハリーは片腕を切り落とされた状態で、サラはハリーとテレビで共演する夢を見ながら、マリオンは凌辱プレイの報酬で得たヘロインを握りしめ、タイロンも懲罰による強制労働で疲弊した状態でそれぞれ床に臥す生涯を送る羽目になっていた。

## キャスト
※括弧内は日本語吹替
- ハリー・ゴールドファーブ - ジャレッド・レト（佐久田修）
- サラ・ゴールドファーブ - エレン・バースティン（久保田民絵）
- マリオン・シルヴァー - ジェニファー・コネリー（湯屋敦子）
- タイロン・ラヴ - マーロン・ウェイアンズ（乃村健次）
- タフィー・ティボンズ - クリストファー・マクドナルド
- Mr. Rabinowitz - マーク・マーゴリス
- エイダ - ルイーズ・ラサー
- Rae - マーシャ・ジーン・カーツ（英語版）
- アーノルド - ショーン・ガレット（英語版）
- ビッグ・ティム - キース・デイヴィッド
- 医師 - ディラン・ベイカー
- Mailman - アジェイ・ナイデュ
- Dr. Spencer - ベン・シェンクマン（英語版）
- Laughing guard - ヒューバート・セルビー・ジュニア
- Visitor - ダーレン・アロノフスキー（クレジットなし）

日本語版演出：市来満

## 音楽
音楽はクリント・マンセルが作曲を手掛け、クロノス・クァルテットが演奏した。部分的にヒップホップを取り入れたミニマルな曲調で、登場人物の人生が崩壊する終盤にかけて観客を圧倒するような音量になってゆく。
サウンドトラックの中でも『Lux Aeterna』は他の映画の予告編やテレビ番組のBGMなどによく使われる曲である。特に『ロード・オブ・ザ・リング/二つの塔』の予告編のためにフル・オーケストラに編曲し直されたバージョン（『Requiem for a Tower』）が頻繁に使われている。

## 評価
レビュー・アグリゲーターのRotten Tomatoesでは137件のレビューで支持率は79%、平均点は7.40/10となった。Metacriticでは32件のレビューを基に加重平均値が68/100となった。
「鬱映画」とされる映画では、本作は必ず上位に名の挙がる傑作とされる。例えば、イギリスの映画雑誌『エンパイア』が2009年に発表した「落ち込む映画」ランキングでは本作が第1位となっており、2016年にアメリカのWebサイト『Taste of Cinema』が公開した「心がつぶれそうになる傑作映画20本（20 Great Soul-Crushing Films That Are Worth Your Time）」でも本作が第1位を獲得している。

## オマージュ
本作は、日本のアニメ監督である今敏の『パーフェクトブルー』の影響を受けており、マリオン（ジェニファー・コネリー）が浴槽に顔を沈めて水中で叫ぶ場面があるが、これは『パーフェクトブルー』で、アイドルユニットを卒業した主人公が、望まぬ仕事が続き、浴槽の湯船のなかで叫ぶシーンと符合しており、どちらも「本意ではないことを続けているが、いまさら後戻りは出来ない」という精神的に追い詰められた気持ちを水中に向けて放っている。また、ダーレン・アロノフスキーは来日時に今敏と対談している。